# Ieguin-Aül
Ieguin-Aül (en rus: Егин-Аул) és un poble de l'óblast d'Astracan, a Rússia, segons el cens del 2010 tenia 185 habitants.